# Vlakte van Abda
De Vlakte van Abda is een streek in West-Marokko, ten Noorden van de rivier de Tensift, aan de Atlantische Oceaan.
De vlakte bestaat uit kalkgesteenten, die soms bij de kust aan het oppervlak komen. (Meddoeza), en bedekt zijn met uit zandsteen geërodeerde duinen of met korsten. De vlakte is droog maar aan de kust is de lucht vochtig. In de dalen, met vruchtbare gronden, wordt landbouw beoefend (tarwe, gerst, maïs).
Het gebied is, meestal rondom grote boerenbedrijven met waterreservoirs, tamelijk dichtbevolkt. Er hebben zich enkele centra ontwikkeld om grote markten, maar er is slechts één belangrijke stad, Safi.